# Hedgesville
La ville de Hedgesville est située dans le comté de Berkeley, dans l’État de Virginie-Occidentale, aux États-Unis. Sa population s’élevait à 318 habitants lors du recensement de 2010, estimée à 311 habitants en 2018.

## Histoire
La ville doit son nom à la famille Hedges, de riches propriétaires terriens ayant participé à la fondation de la ville.

## Démographie
| Groupe            | Hedgesville | Virginie-Occidentale | États-Unis |
| ----------------- | ----------- | -------------------- | ---------- |
| Blancs            | 90,3        | 93,9                 | 72,4       |
| Noirs             | 5,4         | 3,4                  | 12,6       |
| Métis             | 2,2         | 1,5                  | 2,9        |
| Autres            | 1,6         | 0,4                  | 6,2        |
| Asiatiques        | 0,3         | 0,7                  | 4,8        |
| Amérindiens       | 0,3         | 0,2                  | 0,9        |
| Total             | 100         | 100                  | 100        |
|                   |             |                      |            |
| Latino-Américains | 3,1         | 1,2                  | 16,7       |

Selon l'American Community Survey, pour la période 2011-2015, 90,22 % de la population âgée de plus de 5 ans déclare parler l'anglais à la maison, 3,99 % déclare parler l'espagnol, 2,90 % le japonais, 1,81 % une langue chinoise et 1,09 % une autre langue.